# Rhododendron noriakianum
Rhododendron noriakianum är en ljungväxtart som beskrevs av Sigeyosi Suzuki. Rhododendron noriakianum ingår i släktet rododendron, och familjen ljungväxter. Inga underarter finns listade i Catalogue of Life.